# Саннай-Маруяма
Стоянка Саннай-Маруяма (яп. 三内丸山遺跡 Саннай-Маруяма исэки) — японский археологический памятник, реконструированные руины поселения периода Дзёмон 5 века до н. э. Памятник находится на горе Маруяма района Саннай города Аомори. Утверждён правительством страны как особая достопримечательность Японии.

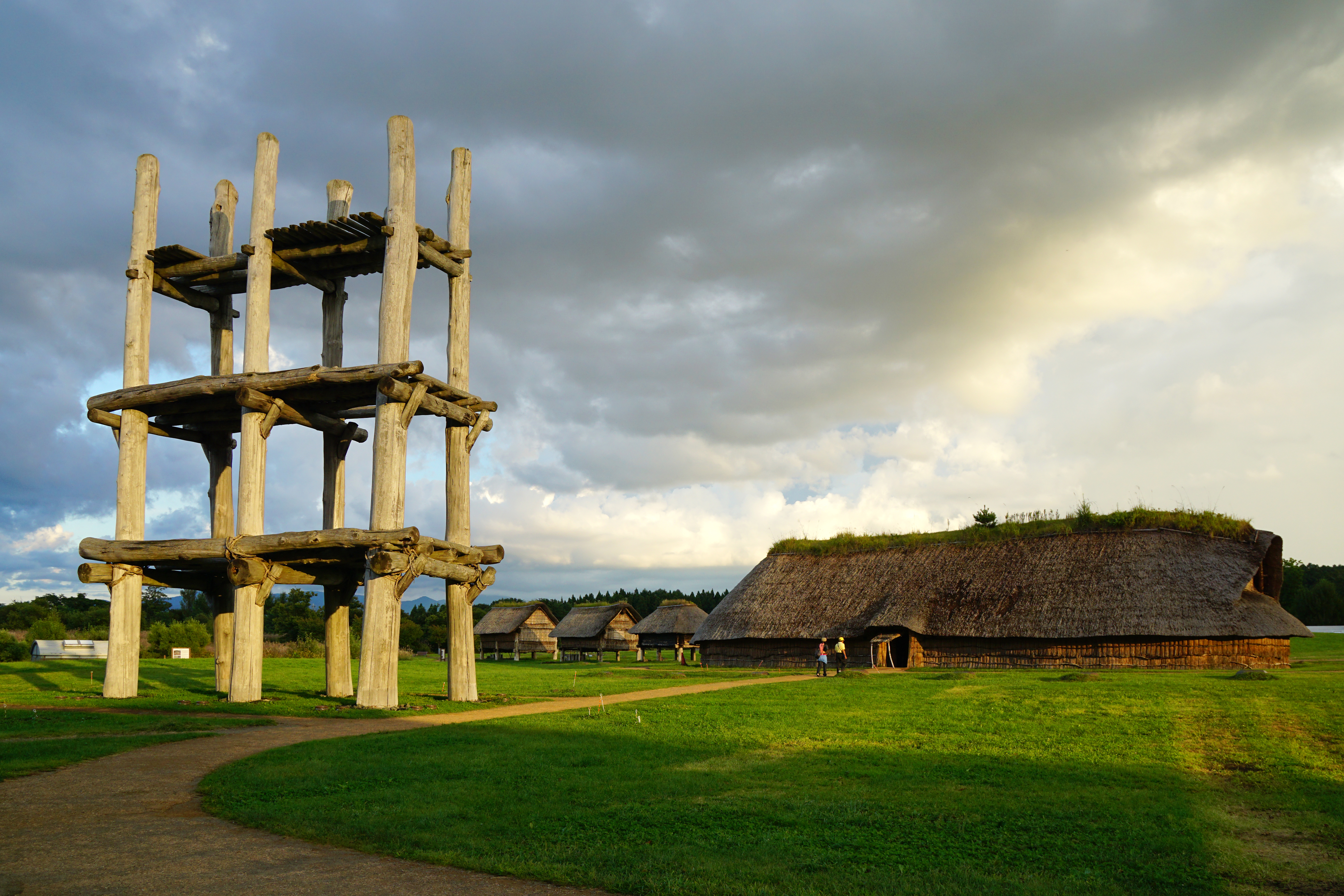
Трехъярусное башнеподобное сооружение на столбах. Позади виднеются полуземлянки древних японцев (реконструкция).

На месте неолитического поселения находится отреставрированный комплекс жилищ и амбаров, а также символ стоянки — трехъярусное башнеподобное сооружение на столбах. По подсчётам ученых, население этого поселения равнялось 100—200 человек, что делает поселение самым крупным за всю историю периода Дзёмон на Японском архипелаге.
В 1990-х годах территория стоянки превращена в музей. При нём действует архив и библиотека. На месте стоянки периодически проводятся новые археологические раскопки.